# Holtite
L'holtite è un minerale appartenente al gruppo omonimo.